# Яблоновка (Черновицкая область)
Яблоновка (укр. Яблунівка) — село в Веренчанской сельской общине Черновицкого района Черновицкой области Украины.
До 2020 года входило в Заставновский район
Население по переписи 2001 года составляло 328 человек. Почтовый индекс — 59401. Телефонный код — 3737. Код КОАТУУ — 7321582902.